# Chipiu sanglé
Microspingus torquata
Espèce
Statut de conservation UICN

 LC  : Préoccupation mineure
Le Chipiu sanglé (Microspingus torquata) est une espèce de passereaux appartenant à la famille des Thraupidae.

## Répartition
On le trouve en Bolivie, au Paraguay et en Argentinela classification de référence du Congrès ornithologique international (14.2. 2024).